# Forsthaus Pfalz
Forsthaus Pfalz ist ein Weiler, der zur Ortsgemeinde Kriegsfeld im Donnersbergkreis gehört.

## Lage
Forsthaus Pfalz liegt am Nordhang des Windhübels in 422 Metern Höhe mitten im Wald, wo von der Straße Kriegsfeld-Kirchheimbolanden eine Straßenverbindung über den Schneebergerhof nach Gerbach abzweigt.

## Geschichte
Forsthaus Pfalz besteht aus zwei Häusern. Das ältere Haus ist das Philippenhaus, das bereits im 18. Jahrhundert als Wohnhaus des örtlichen Waldaufsehers entstand. Nach der Übernahme der Pfalz durch das Königreich Bayern entstand in unmittelbarer Nähe des Philippenhauses im Jahr 1830 ein Forsthaus zur Bewirtschaftung des Kriegsfelder Gemeindewaldes.
Das Philippenhaus ist nicht mehr erhalten, an seiner Stelle steht ein modernes Wohnhaus, das noch bis 2008 als Ausflugsgaststätte genutzt wurde. Das Forsthaus steht bis heute und ist privat vermietet.

## Infrastruktur
Durch den Ort führt die Landesstraße 404 sowie die Kreisstraße 33.